# Nichtgedanken
Nichtgedanken (Eigenbezeichnung: NICHTGEDANKEN mit Oliver Kalkofe) war eine deutsche Fernsehsendung, die zwischen dem 29. März 2013 und dem 21. August 2013 auf dem Privatsender Tele 5 ausgestrahlt wurde. Darin liest Oliver Kalkofe aus Autobiografien lebender Prominenter.
Titel und Format der Sendung spielen auf die Sendung Nachtgedanken aus den 1980ern an.

## Inhalt
Das Intro zeigt zunächst das Brandenburger Tor und wie Oliver Kalkofe das Hotel Adlon betritt. Anschließend begrüßt Kalkofe, an einem Pult in einer passend zum Thema dekorierten Bibliothek stehend, die Zuschauer und nennt Titel, Autor, Verlag und Erscheinungsjahr des Werkes, aus dem er anschließend etwa drei bis sieben Minuten lang vorliest und das neben ihm auf einem Grammofon steht. Wichtiger Bestandteil ist dabei die (teilweise übertriebene) Imitation der Stimme und der Sprechweise des Autors.
Nach der Lesung wünscht Kalkofe den Zuschauern schöne Träume und eine gute Nacht, wobei die Formulierung auf das gelesene Buch anspielt und sich dementsprechend von Sendung zu Sendung unterscheidet. Anschließend sieht man Kalkofe das Hotel wieder verlassen. Das Bild friert ein und es wird der Abspann eingeblendet.

## Episodenliste
| Nr. | Erstausstrahlung    | Autor                | Werk                                                        | Name der Folge (YouTube)                                     |
| --- | ------------------- | -------------------- | ----------------------------------------------------------- | ------------------------------------------------------------ |
| 1   | 29. März 2013 22:00 | Helmut Berger        | Ich. Die Autobiographie                                     | Kackegeschichte                                              |
| 2   | 31. März 2013 22:05 | Bettina Wulff        | Jenseits des Protokolls                                     | Anfänge und Wahl des Präsidenten                             |
| 3   | 1. Apr. 2013 22:25  | Bushido              | Bushido                                                     | Drogen                                                       |
| 4   | 3. Apr. 2013 23:55  | Carsten Maschmeyer   | Selfmade – erfolg reich leben                               | Traumtag in der Wunschoase                                   |
| 5   | 5. Apr. 2013 23:50  | Michaela Schaffrath  | Ich, Gina Wild                                              | Gott und Besamungsorgien                                     |
| 6   | 9. Apr. 2013 00:20  | Udo Jürgens          | Smoking und Blue Jeans – Jahre eines Traumtänzers           | Die demolierte Almhütte                                      |
| 7   | 11. Apr. 2013 01:00 | Christine Neubauer   | Das Leben ist jo-jo: Meine Wohlfühlgeheimnisse              | Energiesauger Lavendel                                       |
| 8   | 13. Apr. 2013 00:00 | Helmut Berger        | Ich. Die Autobiographie                                     | Ecstasy, Koks & Co                                           |
| 9   | 15. Apr. 2013 23:45 | Rudolf Schenker      | Rock Your Life – Mit Spaß zu Glück und Erfolg               | Mit den Augen eines Kindes – Der Bänker                      |
| 10  | 18. Apr. 2013 00:30 | Michael Wendler      | Die Faust des Schlagers                                     | Schutt und Asche – Gedanken nach dem Absturz                 |
| 11  | 20. Apr. 2013 00:15 | Daniela Katzenberger | Sei schlau, stell dich dumm                                 | Meine Fürze, Bussis, Doppel-D                                |
| 12  | 23. Apr. 2013 00:40 | Bettina Wulff        | Jenseits des Protokolls                                     | Das Leben als Frau des Bundespräsidenten                     |
| 13  | 25. Apr. 2013 00:35 | Bushido              | Bushido                                                     | Über Frauen & Sex mit Groupies                               |
| 14  | 27. Apr. 2013 00:00 | Michaela Schaffrath  | Ich, Gina Wild                                              | Ich finde Blasen toll                                        |
| 15  | 30. Apr. 2013 00:40 | Gunter Gabriel       | Wer einmal tief im Keller saß – Erinnerungen eines Rebellen | Saufen um Gaby                                               |
| 16  | 2. Mai 2013 00:00   | Claudia Effenberg    | Eigentlich bin ich ja ganz nett                             | Tigermode, Politik, Prosecco                                 |
| 17  | 4. Mai 2013 00:00   | Carsten Maschmeyer   | Selfmade – erfolg reich leben                               | Ihr Farb-Dresscode                                           |
| 18  | 7. Mai 2013 00:00   | Heino                | Und sie lieben mich doch                                    | Skandal um das goldene Klo                                   |
| 19  | 9. Mai 2013 00:00   | Christine Neubauer   | Das Leben ist jo-jo: Meine Wohlfühlgeheimnisse              | Meine Wohlfühlgeheimnisse – Vorwort                          |
| 20  | 10. Mai 2013 00:05  | Udo Jürgens          | Smoking und Blue Jeans – Jahre eines Traumtänzers           | Die Hochzeit                                                 |
| 21  | 13. Mai 2013 00:00  | Dieter Thomas Heck   | Der Ton macht die Musik                                     | Ikonen                                                       |
| 22  | 16. Mai 2013 00:05  | Helmut Berger        | Ich. Die Autobiographie                                     | Im Bett mit Rolling Stones Mick und Bianca Jagger            |
| 23  | 17. Mai 2013 23:55  | Michael Wendler      | Die Faust des Schlagers                                     | Bernhard Brink, Roland Kaiser und Howie                      |
| 24  | 21. Mai 2013 00:15  | Rudolf Schenker      | Rock Your Life – Mit Spaß zu Glück und Erfolg               | Mit den Augen eines Kindes – Virgin Killer                   |
| 25  | 22. Mai 2013 23:55  | Daniela Katzenberger | Sei schlau, stell dich dumm                                 | Autotüren, Scheiden und der peinlichste Moment meines Lebens |
| 26  | 24. Mai 2013 23:50  | Udo Jürgens          | Unterm Smoking Gänsehaut                                    | Essen mit Jenny                                              |
| 27  | 27. Mai 2013 23:50  | Carsten Maschmeyer   | Selfmade – erfolg reich leben                               | Der innere Schweinehund                                      |
| 28  | 30. Mai 2013 00:10  | Helmut Berger        | Ich. Die Autobiographie                                     | Rache an Alain Delon & Richard Burton                        |
| 29  | 31. Mai 2013 23:55  | Michaela Schaffrath  | Ich, Gina Wild                                              | Autogrammstunde „mit Programm“                               |
| 30  | 4. Juni 2013 00:25  | Gunter Gabriel       | Wer einmal tief im Keller saß – Erinnerungen eines Rebellen | Ab in die Anstalt                                            |
| 31  | 6. Juni 2013 00:20  | Bettina Wulff        | Jenseits des Protokolls                                     | Vom Suchen der Liebe und Finden des Rücktritts               |
| 32  | 21. Aug. 2013 23:55 | Charlotte Roche      | Feuchtgebiete                                               |                                                              |